# Lijst van eilanden in de Grote Oceaan
Dit is een lijst van eilanden in de Grote Oceaan. Er zijn zo'n 25.000 eilanden in de Grote Oceaan verdeeld over Oceanië, Azië en Amerika.

## Oceanië

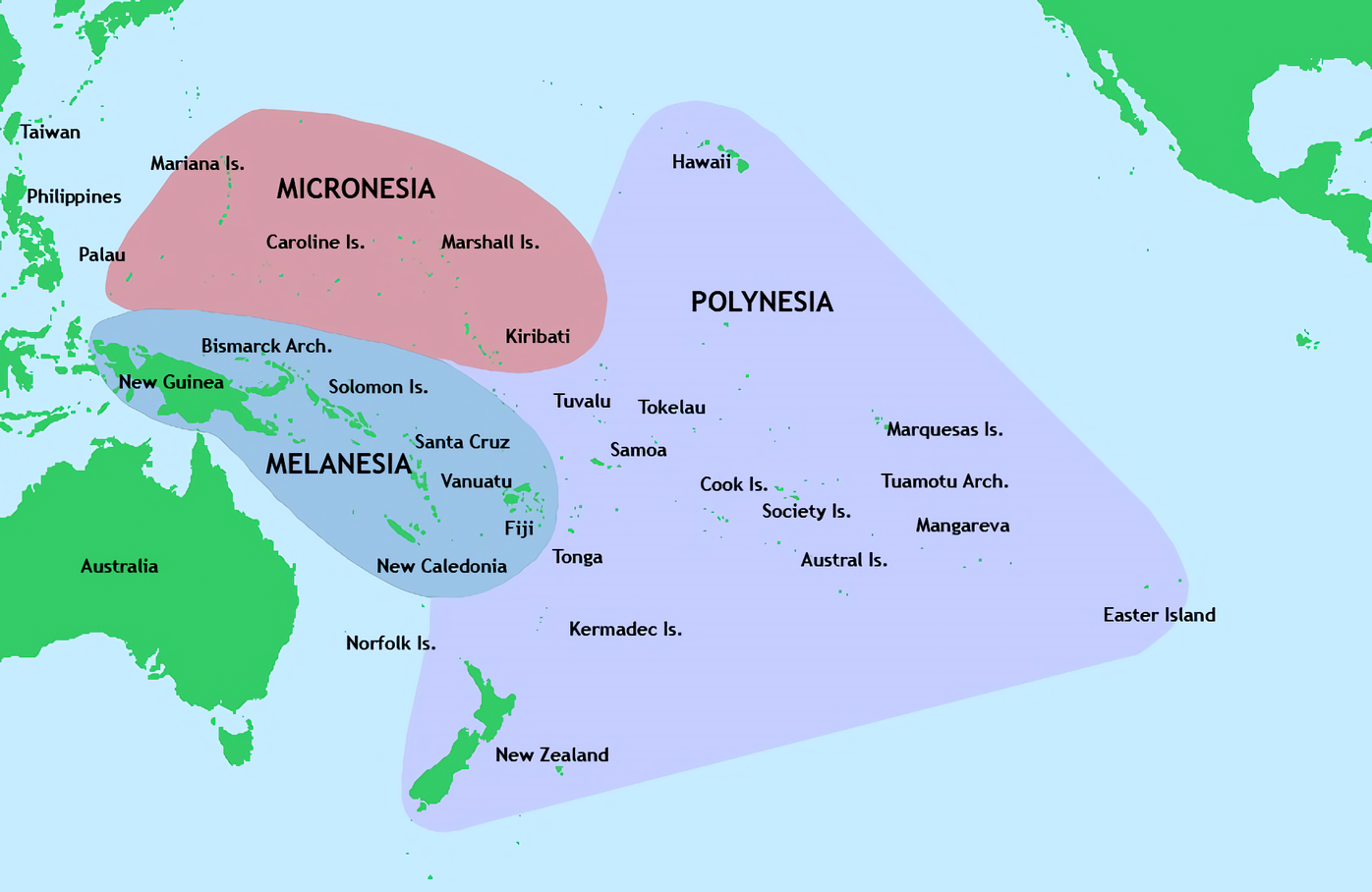
De ligging van Micronesië, Polynesië en Melanesië

Oceanische eilanden in de Grote Oceaan (waaronder het Indonesische deel ten oosten van de Lijn van Weber die Wallacea tussen Wallacelijn en Lydekkerlijn in twee verdeelt). Ook tussen Japan (Azië) en de Marianen (Oceanië) is er een grens.

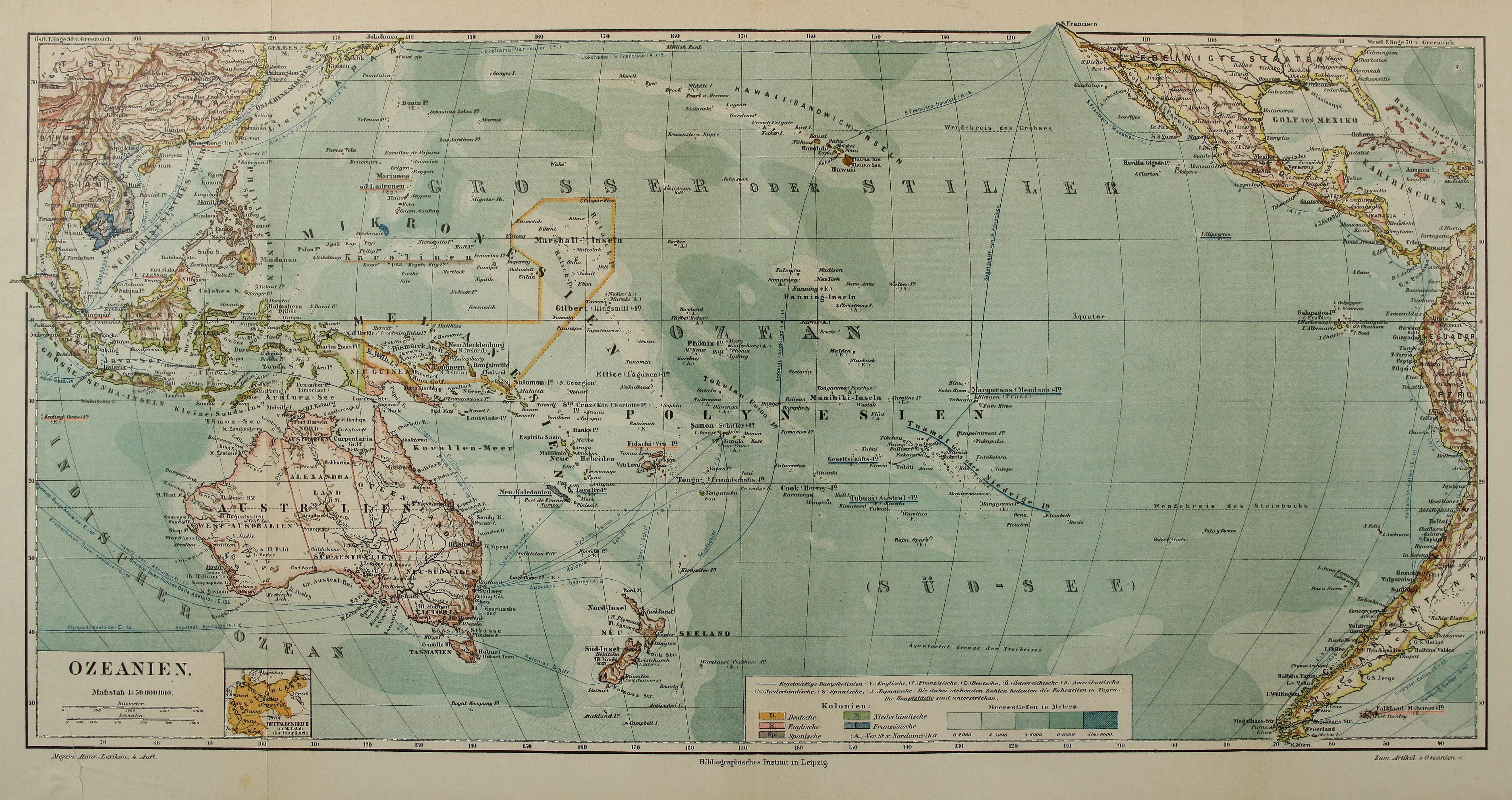
Kaart uit 1884

Door Oceanië loopt ook de internationale datumgrens en de grens tussen het IALA Maritiem Betonningsstelsel A en B.
- Micronesië
  - Yap
  - Guam
  - Palau
  - Chuukeilanden
  - Carolinen
  - Gilberteilanden
  - Phoenixeilanden
  - Line-eilanden
  - Marianen
  - Pohnpei (Ponape)
  - Marshalleilanden

- Polynesië
  - Nieuw-Zeeland
    - Norfolk
    - Kermadeceilanden
    - Aucklandeilanden
    - Campbelleiland

  - Chathameilanden
  - Wallis en Futuna
  - Tonga
  - Samoa-eilanden

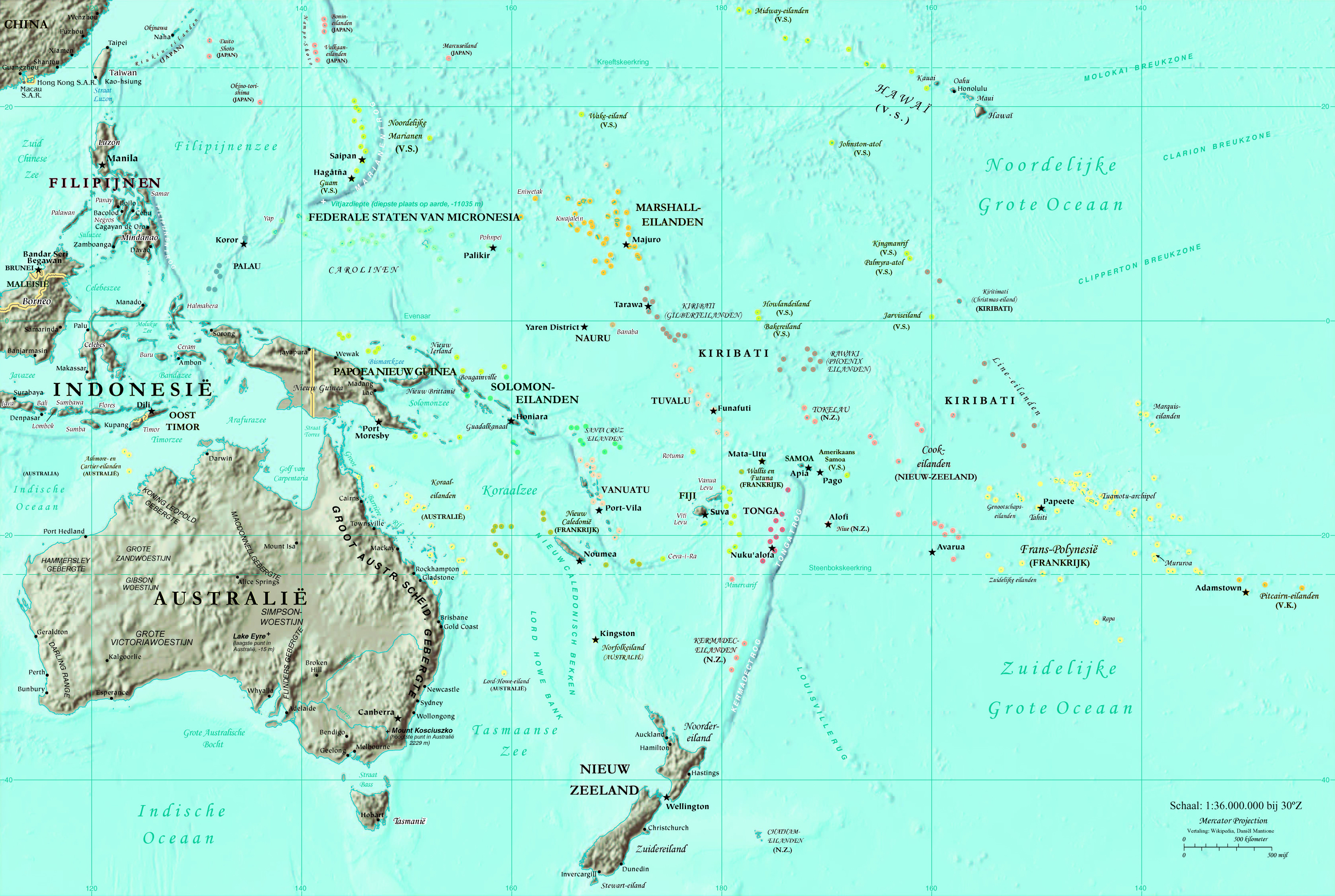
Oceanië

  - Hawaïaanse eilanden (alhoewel Hawaï een Amerikaanse staat is, ligt de eilandengroep in Oceanië)
  - Marquesaseilanden
  - Tuamotu
  - Genootschapseilanden
    - Tahiti

  - Cookeilanden
  - Pitcairneilanden
  - Paaseiland
  - Salas y Gómez

- Melanesië
  - Fiji
  - Salomonseilanden
  - Vanuatu
  - Bismarck-archipel
- Straat Torreseilanden
- Koraalzee-eilanden
- Nieuw-Guinea
  - Biak
  - Raja Ampat-eilanden
  - Aru-eilanden

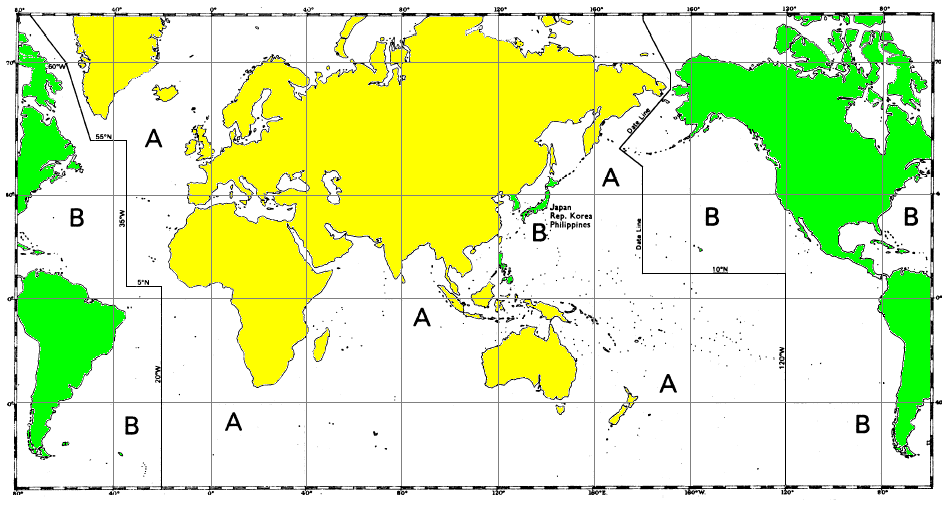
IALA Maritiem Betonningsstelsel A en B

Wallacea met links de Wallacelijn, in het blauw de Lijn van Weber en rechts de Lydekkerlijn die de Euraziatische Plaat en de Australische Plaat scheidt.

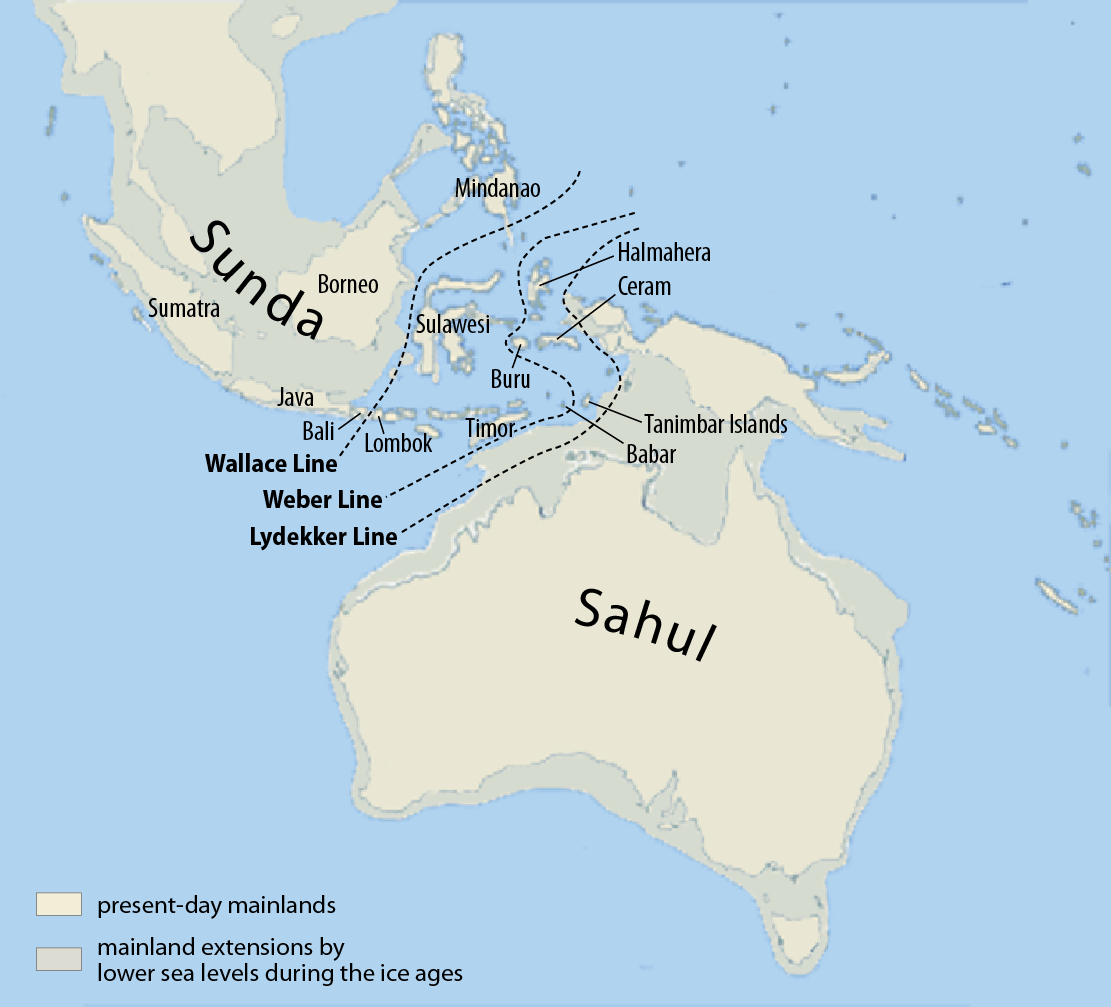
De diverse lijnen binnen Wallacea tussen Soendaland (Azië) en Sahoel (Oceanië)

- Tasmanië (met vloeiende grens tussen Grote en Indische Oceaan)
  - Furneauxgroep
    - Flinderseiland

## Azië
Aziatische eilanden in de Grote Oceaan (waaronder het Indonesische deel ten westen van de Lijn van Weber die Wallacea tussen Wallacelijn en Lydekkerlijn in twee verdeelt). Ook tussen Japan (Azië) en de Marianen (Oceanië) is er een grens.
- Komandorski-eilanden
- Koerilen
- Sachalin

- Japan
  - Hokkaido
  - Honshu
  - Shikoku
  - Kyushu
  - Riukiu-eilanden
    - Okinawa-eilanden

  - Bonin-eilanden
  - Vulkaan-eilanden
    - Iwo Jima

  - Minami Torishima (Marcuseiland)

- Filipijnen
  - Luzon
  - Visayas
  - Mindanao
- Taiwan
- Hainan
- Riau-archipel

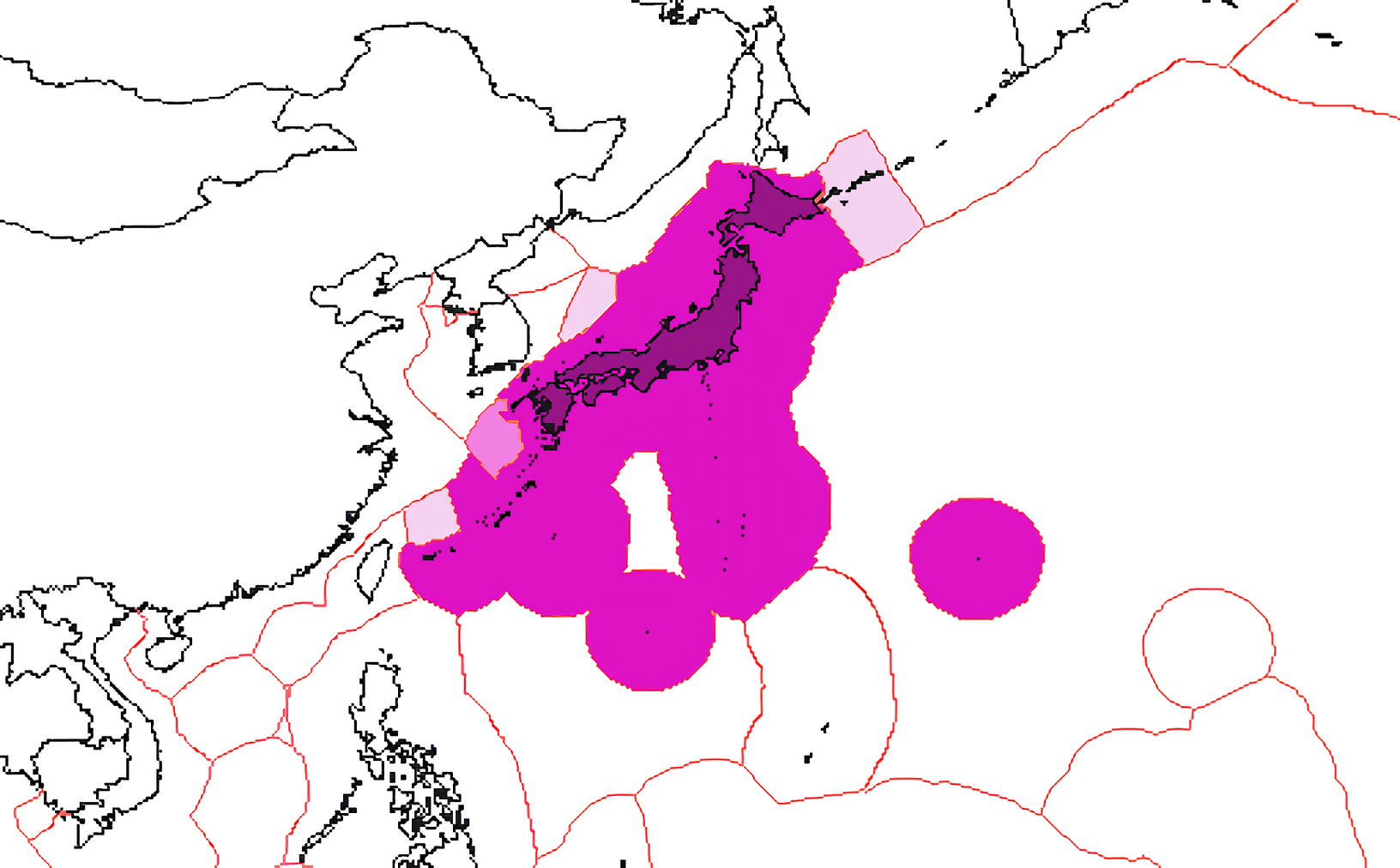
Grens tussen Japan, Filipijnen en Oceanië. Het Japanse Marcuseiland (rechts) wordt naargelang de bron zowel als een Aziatisch als ook een Oceanisch eiland beschouwd.

Wallacelijn van de Indische Oceaan naar de Grote Oceaan

- Borneo (met vloeiende grens tussen Grote en Indische Oceaan)
- Wallacea
  - Sulawesi
  - Molukken
    - Halmahera
      - Ternate
      - Tidore

    - Seram
    - Buru
    - Ambon
    - Kei-eilanden
    - Tanimbar-eilanden

## Amerika
Amerikaanse eilanden in de Grote Oceaan (van noord naar zuid).
- Aleoeten
- Kodiak
- Haida Gwaii
- Vancouvereiland
- Farallon-eilanden
- Channel Islands
- Isla Guadalupe
- Maria-eilanden
- Revillagigedo-eilanden
- Clipperton
- Cocoseiland
- Galapagoseilanden
- Desventuradaseilanden
- Juan Fernández-archipel
- Chiloé

De Japantrog die tussen de Pacifische Plaat (geel) en Filipijnse Plaat (rood) de grens vormt tussen Azië en Oceanië. De rand van de Pacifische Plaat staat ook bekend als de andesietlijn. De Cocosplaat en Nazcaplaat worden tot Amerika gerekend.

- Vuurland (met vloeiende grens tussen Grote en Atlantische Oceaan)
  - Navarino-eiland
- Diego Ramírezeilanden

## Antarctica
Gewoonlijk wordt de 60e breedtegraad Zuiderbreedte gezien als de grens tussen de Grote en Zuidelijke Oceaan zodat de Antarctische eilanden die ten zuiden van deze lijn liggen niet als eilanden in de Grote Oceaan worden gezien.